# المنصورة (مأرب)

تعديل مصدري - تعديل

المنصورة هي إحدى قرى عزلة ال راشد منيف بمديرية مأرب التابعة لمحافظة مأرب، بلغ تعداد سكانها 280 نسمة حسب تعداد اليمن لعام 2004.